# Diamantbeurs (Amsterdam)
De Diamantbeurs is een voormalige diamantbeurs, gelegen aan het Weesperplein, hoek Nieuwe Achtergracht, in Amsterdam.

## Geschiedenis
Na 1870 beleefde Amsterdam een grote economische opbloei. De diamantindustrie bloeide door de aanvoer van diamant uit Zuid-Afrika (de 'Kaapse tijd'). Van de joodse diamantbewerkers en diamanthandelaars wist een aantal blijvend aan de armoede van de oude Jodenhoek te ontkomen. Zij vestigden zich aan de Nieuwe Herengracht of staken de Muidergracht over om in de Plantage te gaan wonen.
De Diamantbeurs werd gebouwd in 1910 als laatste van de drie beursgebouwen voor de diamanthandel in Amsterdam. Het ontwerp werd geleverd door Gerrit van Arkel.
De grote beurszaal bevond zich op de parterre. Daarboven waren vergaderlokalen en kantoren. Het souterrain bood oorspronkelijk onderdak aan een kapperszaak, een kluis en een restaurant.
In februari 1956 brak er een grote brand uit in de Diamantbeurs. Hoewel het pand gedeeltelijk moest worden afgebroken, gingen er dankzij de vuurvaste kluizen en het feit dat de meeste diamanten in de kelder lagen geen diamanten verloren.
In 1990 is het gebouw ingrijpend gewijzigd waarbij onder meer een dakopbouw werd toegevoegd. Tussen 1990 en 2010 was in het gebouw de Dienst Milieu en Bouwtoezicht van de gemeente Amsterdam gevestigd. In 2004 is het gebouw ingeschreven in het Monumentenregister.
Het rijksmonument is in 2015 verworven door Sijthoff Media Groep en Zadelhoff.
In 2017 ondergaat de Diamantbeurs aan het Weesperplein een transformatie naar ontwerp van Heyligers design + projects en ZJA Zwarts & Jansma Architecten. Het gebouw biedt onderdak aan Capital C, een centrum voor de creatieve industrie met kantoorruimtes, co-workspaces, event spaces, vergaderruimtes, pop-up galerie en een Grand Café.
In het gebouw zijn creatieve bedrijven, start-ups, zelfstandigen & mediabedrijven gevestigd. Ook worden er workshops, pop-up exposities en events georganiseerd. 
De inrichting is in samenwerking met een selecte groep jonge Nederlands kunstenaars en top ontwerpers gedaan. De verbouwing werd in 2022 afgerond door plaatsing van het Peel Plaza van Gabriel Lester aan de kant van het Weesperplein.
www.capitalc.amsterdam

## Constructie
Boven de zijlichten van de parterre aan de Weesperstraat bevinden zich twee tegeltableaus; rechts een gevleugelde Mercuriusstaf met dubbele slang en links een slijpmolen met twee slijparmen en twee ingeklemde diamanten. De ingangstravee wordt afgesloten met een toren met een ronde met koper bedekte koepel. De strak gegroepeerde vensterreeksen zijn voorzien van grote ramen. In de hal van de beurs bevindt zich een marmeren gedenksteen met daarop de tekst: De eerste steen van dit gebouw/is gelegd den 12den december 1910/door/Jhr.Mr.dr. A. Röell/Burgemeester van Amsterdam/aangeboden door BvND/architect v. Arkel/aannemer M. Bakkeren.

## Beeldmateriaal

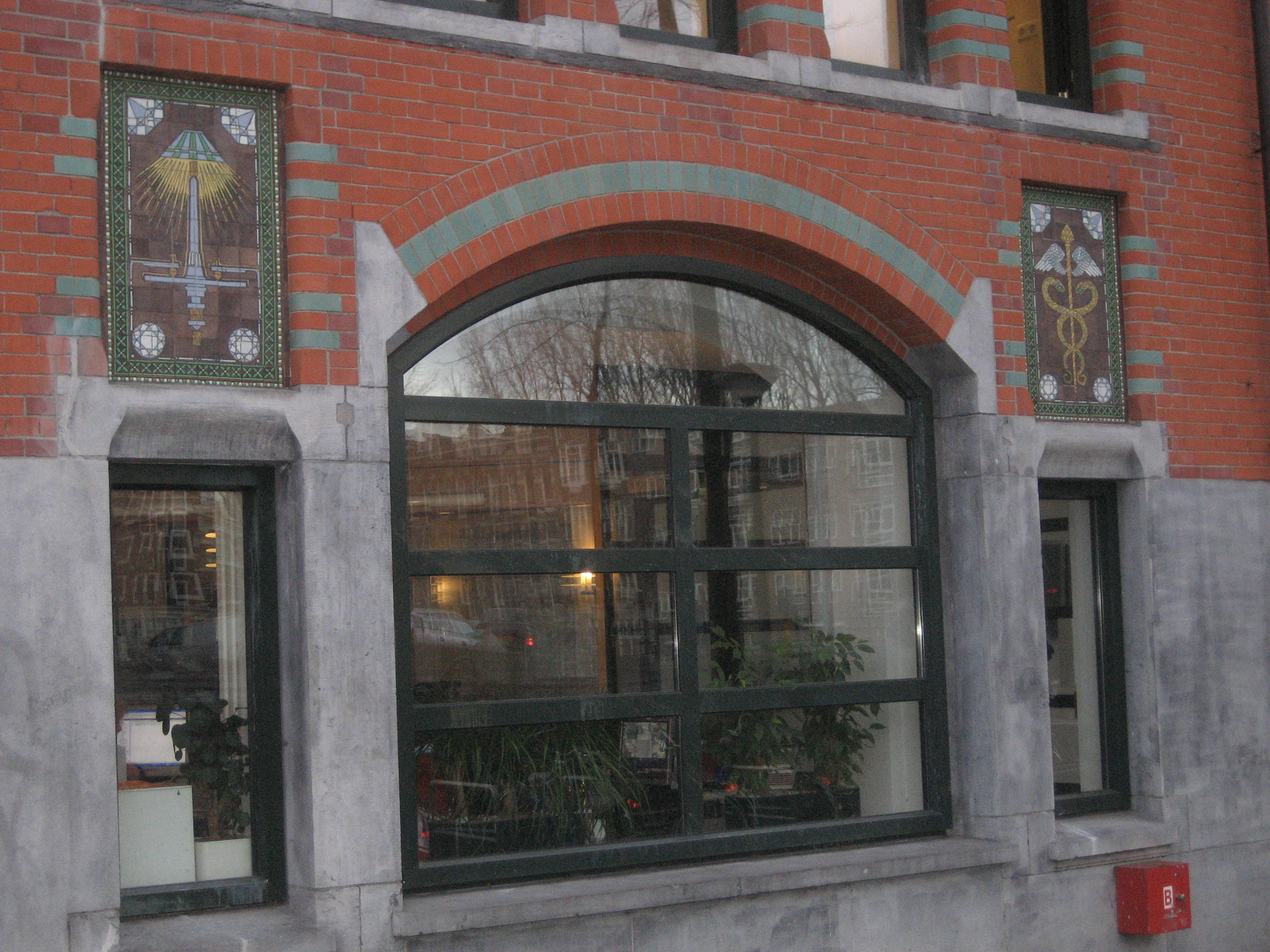
Tegeltableaus van de Diamantbeurs, gezien vanaf de Weesperstraat
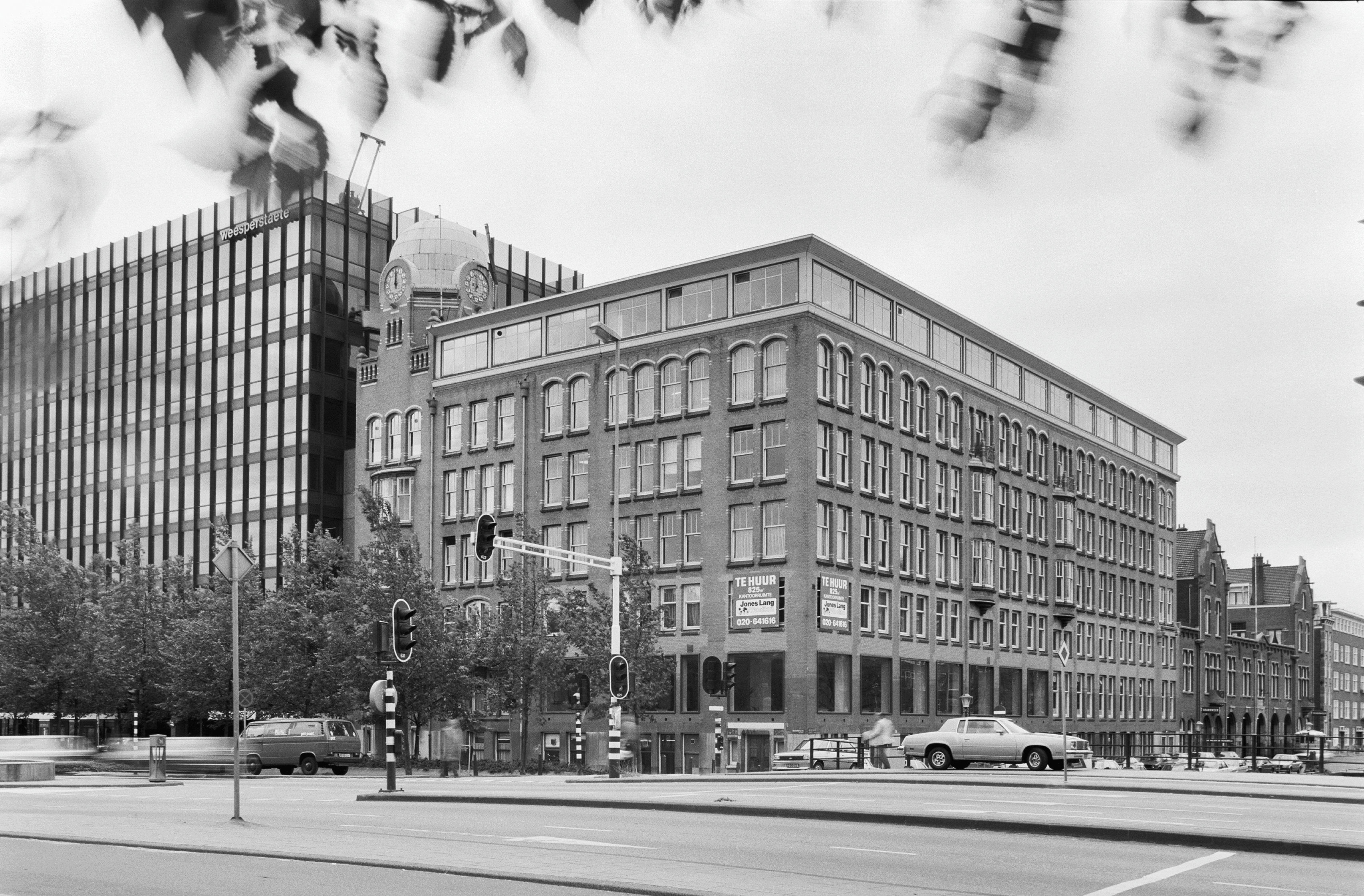
Brand in de Diamantbeurs, 12 februari 1956
- De Diamantbeurs in juli 1983
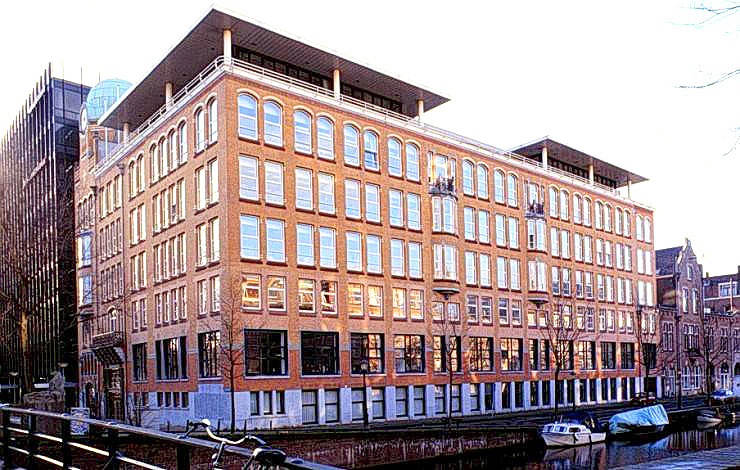
De Diamantbeurs gezien vanaf de Nieuwe Achtergracht. Foto: bma.amsterdam.nl.
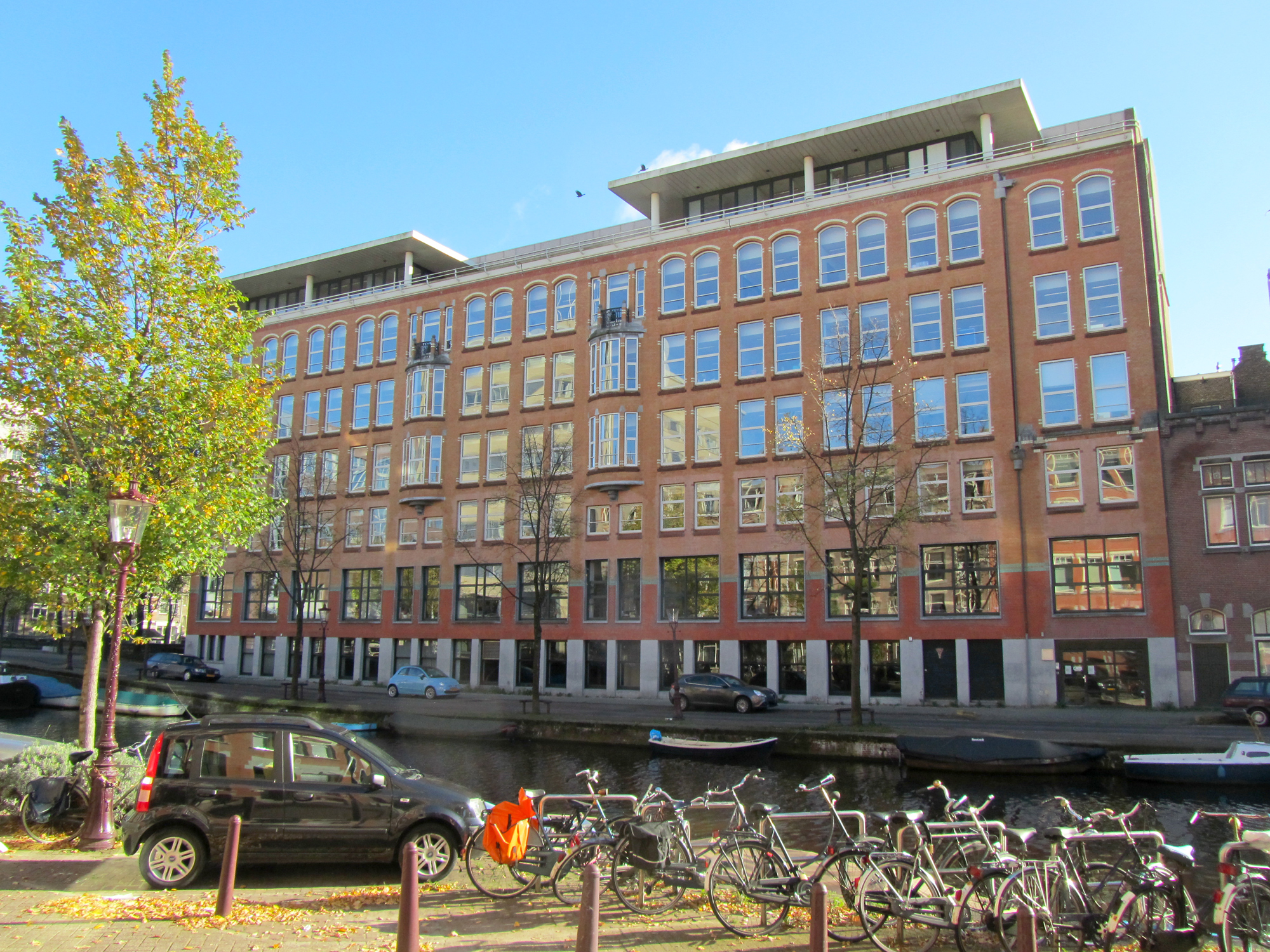
De Diamantbeurs gezien vanaf de Nieuwe Achtergracht